# Pokolj fratara u Hercegovini
Pokolj fratara u Hercegovini označava niz pokolja koje su in odium fidei počinili pripadnici partizana tijekom i nakon završetka Drugog svjetskog rata u Hercegovini. Bez suđenja ubili su 66 franjevca, a 78 uhitili i zatvorili.
U Širokom Brijegu 7. veljače 1945., pripadnici osmog dalmatinskog korpusa ubili su 30 franjevaca. Natjerali su ih podrum samostana nakon čega su ga zapalili.
Zločini počinjeni nad šestoricom franjevaca zatečenih u župi Mostarskom Gracu 6. veljače 1945. dogodili su se u zoni odgovornosti 2. dalmatinske brigade iz sastava 9. dalmatinske divizije, zapovjednika brigade Brune Vuletića, političkog komesara u toj brigadi Ante Jerkina, zapovjednika Ljube Trute i Ilije Radakovića i čelnih ljude 8. korpusa Petra Drapšina i Boška Šiljegovića.
Do danas nisu pokrenute istrage ili sudski postupci protiv počinitelja ovih zločina
.

## Vanjske poveznice
- Hercegovačka Franjevačka Provincija, Franjevački mučenici[neaktivna poveznica]
- Radio Vatican, Pokolj fratara u Hercegovini[neaktivna poveznica]
- Stopama pobijenih  Arhivirana inačica izvorne stranice od 4. ožujka 2016. (Wayback Machine)